# 에밀리 암스트롱
에밀리 암스트롱(영어: Emily Armstrong, 1986년 5월 6일 ~ )은 미국의 싱어송라이터이다. 록 밴드 데드 세라의 멤버이며, 2024년 9월부터 밴드 린킨 파크의 보컬로서도 활동하고 있다.